# Binette Diallo
Pour les articles homonymes, voir Diallo.

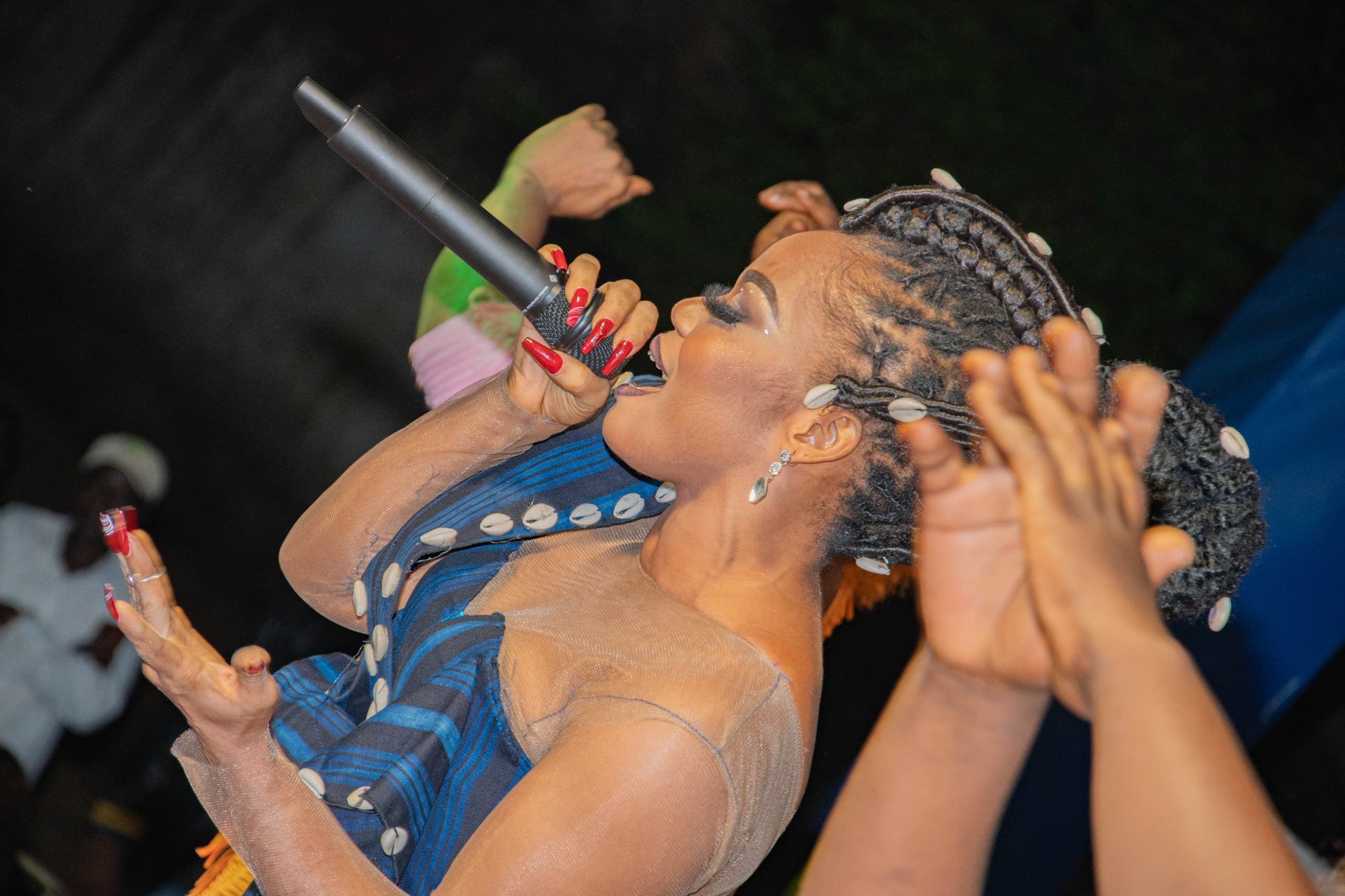
Binette Diallo "la gazelle du fouta"

Binette Diallo, de son vrai nom Fatoumata Binta Diallo, née en 1991 à Missira dans la sous-préfecture de Téliré, préfecture de Mali en république de Guinée, est une musicienne et chanteuse guinéenne.

## Biographie
Originaire de Mali, elle part à Dakar pour un séjour familial. La jeune dame fait la connaissance des acteurs de cinéma peulh la troupe Allah Wali qui lui propose de se joindre à eux pour devenir actrice.

## Carrière musicale
Lors de l'anniversaire d'un de ses amis, elle est obligée de chanter le Joyeux Anniversaire au moment de la coupure du gâteau. Sa voix à la fois soprano et mélancolique résonnait bien et cela n'a pas laissé indifférent DJ Diao qui va la produire.
Ainsi en 2014 avec l'appui de DJ Diao elle sort son premier single intitulé Néné Diara puis elle enchaîne la même année avec un second, Hari-Mi-Anda Hari-Mifama. Ces deux premiers essais étant concluants, elle fait la rencontre d'un promoteur guinéen basé à Dakar, Djiby Maci. De cette rencontre naîtra une longue collaboration managériale qui lui donne l'opportunité de faire enregistrer beaucoup de ses titres et quelques clips.
En 2019, elle signe avec le label de production Skafly et commence la préparation de son premier album. Malheureusement cette collaboration est de courte durée. 
En 2022 elle signe avec le label Fi Fow prod qui produit son premier album intitulé Djiwoun Foulawa en 2024,.

## Discographie

### Singles
- 2014 : Néné Diara
- 2014 : Hari-Mi-Anda Hari-Mifama
- 2014 : Mariage force (feat. Habib Fatako)
- 2014 : Ebola (feat. Thierno Mamadou)
- 2017 : Arsikadji lanni
- 2019 : Habbotomami (feat.Mousto Camara)
- 2020 : Mo mi soubhi
- 2022 : Mamou
- 2022 : Midho djibih[6]

### Vidéos
- 2017 : Bayi mido yidouma
- 2018 : Arsikadji lanni
- 2019 : Ko habbotomami (feat. Mousto Camara[7])
- 2019 : Midimbayi saredin
- 2020 : Mo mi soubhi-on
- 2021 : Yidhan Bhè lan Bhèn[8]
- 2022 : Eppi dha laba[9]